# Ingared
Ingared est une localité de Suède située dans la commune d'Alingsås du comté de Västra Götaland. Elle couvre une superficie de 0,78 km2. En 2010, elle compte 1 299 habitants.